# Sœurs d'armes (film, 2019)
Pour les articles homonymes, voir Sœurs d'armes.
Ne doit pas être confondu avec Sœurs d'armes (film, 1937).
Pour plus de détails, voir Fiche technique et Distribution.
Sœurs d'armes est un drame et film de guerre français réalisé et scénarisé par Caroline Fourest, sorti en 2019. Inspiré de fait réels, il relate le combat des femmes kurdes et yézidies contre l'État islamique.
Le film reçoit un accueil très tiède de la critique qui, si elle en loue les intentions, lui reproche la lourdeur de ses poncifs et la maladresse de sa mise-en-scène et connaît un échec en salles de cinéma (moins de 90 000 entrées).

## Synopsis
Une coalition internationale se bat contre l'État islamique. « Les Serpents » sont les forces spéciales des forces combattantes féminines des forces kurdes. Kenza et Yaël sont deux jeunes Françaises parties se battre en Syrie à leurs côtés. Elles rejoignent l'unité d'élite composée d'une Italienne, Mother sun, et d'une Américaine, Snipe, et commandée par une Kurde.
En parallèle, Zara, une rescapée yézidie est témoin et victime de la barbarie de Daesh. Vendue à un combattant étranger surnommé Al Britani, dont elle devient la concubine, elle s'enfuit et rejoint un camp de réfugiés où elle retrouve une partie de sa famille. De là, elle s'enrôle dans l'unité d'élite et combat au côté des autres jeunes femmes.

## Fiche technique
Sauf indication contraire, les informations mentionnées dans cette section peuvent être confirmées par la base de données cinématographiques IMDb,  présente dans la section « Liens externes ».
- Réalisation : Caroline Fourest
- Scénario : Caroline Fourest
- Directeur de la photographie : Stéphane Vallée
- Montage : Audrey Simonaud
- Compositeur : Mathieu Lamboley
- Sociétés de production : Place du Marché Productions
- Société de distribution : Metropolitan Filmexport
- Pays d'origine :  France
- Langue originale : anglais
- Format : couleur
- Genre : drame, film de guerre
- Durée : 1 h 52 min
- Date de sortie : 9 octobre 2019

## Distribution
Sauf indication contraire, les informations mentionnées dans cette section peuvent être confirmées par la base de données cinématographiques IMDb,  présente dans la section « Liens externes ».
- Dilan Gwyn (VF : Kelly Marot) : Zara
- Amira Casar (VF : elle-même) : Commander
- Camélia Jordana (VF : elle-même) : Kenza
- Esther Garrel (VF : elle-même) : Yaël
- Maya Sansa (VF : elle-même) : Mother Sun
- Nanna Blondell (VF : Fily Keita) : Sniper
- Pascal Greggory (VF : lui-même) : Agent de la coalition
- Noush Skaugen (VF : Laetitia Loreni) : Lady Kurda
- Mark Ryder (VF : Donald Reignoux) : Al Britani
- Korkmaz Arslan : Commander
- Youssef Douazou (VF : lui-même) : El Tounsi
- Zakaria Atifi : Vendeur d’esclaves

## Production
- Léon Edery : Coproducteur délégué
- Léo Maidenberg : Producteur
- Victor Hadida : Producteur délégué
- Dominique Romano : Coproducteur
- Jad Ben Ammar : Producteur
- Jean-Luc Van Damme : Coproducteur
- Bénédicte Bellocq : Producteur délégué
- Moshe Edery : Coproducteur délégué
- Samuel Hadida : Producteur
- Souad Lamriki : Producteur délégué[4]

Le budget s'élevait à 5,19 millions d'euros. Il a été financé par France 2, et à hauteur de 1,26 million d'euros par des entrepreneurs privés : le chirurgien esthétique Sydney Ohana, Michaël Benabou, Jean Madar et Dominique Romano, qui, à lui seul, a versé 560 000 euros. La production exécutive des scènes au Kurdistan a été assurée par Reia, une société détenue conjointement par Fiammetta Venner et Dominique Romano,. Le producteur délégué était la société Place du marché qui appartient à Léo Maidenberg et à l'homme d'affaires David Layani. Les coproducteurs exécutifs étaient les producteurs israéliens Léon et Moshe Edery,

### Lieu de tournage
La première idée de la réalisatrice était de tourner le film au Kurdistan irakien. Cependant pour des raisons de sécurité et d'instabilité politique, elle se rabat sur le Maroc. Seuls quelques éléments sonores et quelques prises de vues ont été tournés par une équipe réduite au Kurdistan.

## Réception

### Critique presse
Sœurs d'armes obtient un accueil mitigé de la presse française. Avec dix-huit critiques presse, l'agrégateur Allociné calcule une note moyenne de 2,3/5, les critiques louant unanimement le projet de documenter le combat des femmes kurdes, mais regrettant une mise en scène tape-à-l’œil qui nuit au propos, un discours politique caricatural, l'appropriation idéologique de ce combat sous couvert de docu-fiction, et l'abus d'artifices de mise en scène démodés ou de mauvais goût (en particulier les ralentis). Plusieurs journalistes ont notamment comparé le film aux films de guerre de Bernard-Henri Lévy comme Le Serment de Tobrouk et Peshmerga, dans lesquels l'ego du réalisateur prenait rapidement le pas sur la justesse de la réalisation — BHL lui-même s'est répandu en éloges sur le film dans les colonnes du Point et dans sa revue La Règle du jeu, n'hésitant pas à comparer la situation kurde à l'Anschluss.
Parmi les titres de presse qui ont apprécié le film, on peut citer Paris Match (« Avec « Soeurs d'armes », son premier film, l'essayiste rend un hommage poignant aux combattantes kurdes. Avec force et détermination »), Charlie Hebdo (« Rares sont les films d’action où l’on peut — de manière très basique, certes, mais si réjouissante — se projeter à la place d’une héroïne guerrière. On ressort et on regrette presque de n’avoir pas été combattre à leurs cotés. »), L'Express (« Dans le paysage cinématographique français surchargé de drames intimistes et de comédies pouet pouet, il est bon de voir débouler une nouvelle proposition où le sérieux de l'affaire n'exclue pas le spectacle dont les scènes d'action bénéficient par ailleurs d'une maîtrise inattendue. ») ou encore Marianne (« Un geste de cinéma autant qu'un geste politique. »).
On trouve des critiques plus mitigées dans Ouest-France (« Un vrai film de guerre, inégal et maladroit, mais constamment porté par une envie de cinéma ») et Première (« C’est parfois maladroit (certains dialogues lourdauds), foutraque, on n’évite pas toujours le prêche, mais Fourest pratique un vrai cinéma de contrebande, un cinéma de genre qui veut penser, ose des idées de mise en scène (la fuite en hijab) et lorgne vers le film d’action politique hollywoodien. Elle prend un plaisir contagieux à filmer des femmes belles et puissantes qui en imposent. Comme elle) »,.
Les critiques se font négatives dans Écran Large (« Pensum simpliste et indigeste quand il traite des combattantes kurdes, "Sœurs d'armes" se transforme progressivement en un réjouissant nanar de l'espace, que ne renierait pas Chuck Norris entre deux injections d'hormones de grizzly »), La Croix (« Dès les premières images, la voix off de Zara se fait lourdement emphatique, inutilement prémonitoire. Les champs de coquelicots sous un soleil éclatant expriment de manière appuyée le bonheur bientôt perdu. Tout le film se révèle à l’avenant avec les émotions surlignées par la mise en scène, la musique ou des ralentis »), Les Fiches du cinéma (« Si les intentions sont nobles, le récit n’en finit pas d’aligner les poncifs du genre et confine à la naïveté »), Le Figaro (« En guise de premier film, la journaliste sert un pudding indigeste, où la mièvrerie le dispute à l’invraisemblance »), Le Journal du Dimanche (« Rien ne nous est épargné dans ce récit ultra-démonstratif qui se veut féministe mais aligne rapidement tous les clichés des films de garçons à gros bras au point de déraper dans la complaisance, accentuée par l’utilisation pompière du ralenti et de la musique. »), Le Nouvel Observateur (« Si le sujet est indispensable — on ne rappelle et salue jamais assez le courage de ces femmes —, le film est dispensable, tant il cède à un pathos prévisible, qui englue le drame dans la guimauve. Ces héroïnes martyres sont écrasées par les clichés, et le souffle épique n’est en fin de compte qu’un petit vent sec. »), Les Inrockuptibles (« "Sœurs d’armes" alterne les séquences de pathos et de refrain va-t-en-guerre (…) De lourdeurs théoriques (…) en scènes d’action aux allures de spot publicitaire (une course-poursuite tonitruante dans le désert), le discours vertueux finit par se fissurer au profit d’une spectacularisation balourde de la violence. »), Libération (Caroline Fourest « tente de rendre hommage aux combattantes kurdes dans un film de fiction équivoque et embarrassant », ajoutant qu'elle « assume de dérouler avec Sœurs d'armes le tapis rouge d'une catharsis compassionnelle de chaque instant, quitte à respirer l'air vicié du film de propagande, où les conflits les plus complexes trouvent une représentation résolument binaire, filmée-jouée-montée au bazooka, afin que la revanche ainsi mimée ressemble à la justice des faibles contre les bourreaux »), Politis (Sœurs d'armes « se distingue de La Grande Vadrouille par son comique involontaire » et Caroline Fourest signe ici « un chef-d'œuvre de souverains poncifs »), Positif (« Ceci n’est pas un vrai film de guerre, mais une caricature du genre. Au cinéma aussi, les bonnes intentions nuisent. ») et Télérama (« Bien que très documenté, Sœurs d’armes s’avère souvent artificiel, maladroit dans le scénario comme dans la mise en scène. »).
Enfin pour Frédéric Martel, de France Culture, il s'agit d'un film de « propagande décevant ». Au sujet des répliques du film, il écrit : « les dialogues grotesques sont impitoyables pour ces comédiennes qui donnent l’impression d’être parties faire un safari en Syrie ». Il ajoute plus loin : « Le résultat est à la hauteur d’une certaine mégalomanie, sinon d’une réelle imposture artistique. ».

### Polémiques (critique d'un groupe de vétérans de la guerre et réponses du Rojava)
Dans un communiqué de presse publié sur les réseaux sociaux, le Collectif des combattantes et combattants francophones du Rojava (CCFR) prend position contre Sœurs d'armes, l'accusant de « travestir la réalité historique ». Selon lui, le film ne représente ni les combattantes ni la cause kurde qu'il prétend défendre. Il l'accuse par exemple d'enjoliver le rôle des Peshmergas pour « faire plaisir » au Kurdistan irakien, où elle a tourné une partie de son film. Il estime que Caroline Fourest ne défend que sa propre vision « occidentale » du féminisme et de leur lutte. Par ailleurs, les scènes de combat sont « médiocrement inspirées d'une vision hollywoodienne de la guerre [...] à laquelle même un enfant ne pourrait croire ». Aussi, le film nuirait « réputation du YPG » dans le monde arabe. Le CCFR appelle à ne pas aller voir le film.
Caroline Fourest répond au collectif sur son blog en les accusant d'être « un compte Twitter d'anonymes », et qu'il « perd [son] temps à nourrir les trolls turcs ». Elle reçoit alors le soutien de la représentation du Rojava en France, via un démenti sur son compte Facebook qui estime pour sa part que la réalisatrice est une amie des kurdes et qu'elle « rend un bel hommage à [ses] combattantes ».

### Affaire Bolloré - Touche pas à mon poste
En décembre 2023, France Télévisions révèle que le propriétaire de la chaîne C8 Vincent Bolloré avait donné comme consigne aux chroniqueurs de l'émission "Touche pas à mon poste !" de faire l'éloge de "Soeurs d'Armes" lors de sa sortie. Via Canal+, filiale de son groupe Vivendi, Vincent Bolloré était l'un des plus gros financeurs du film. France Télévisions a dévoilé plusieurs SMS datés du 7 octobre 2019 envoyés par la production de l'émission à sa chroniqueuse Géraldine Maillet lui demandant d'encenser le film sur demande de Vincent Bolloré,.

### Box-office et diffusion
Le film sort le 9 octobre 2019 dans 141 salles et ne cumule que 6 575 entrées.
Après cinq jours et son premier week-end, il ne réalise que 38 318 entrées. Pour sa première semaine il rassemble 48 528 entrées et est que seizième du TOP 20 hebdomadaire. Pour sa deuxième semaine, le film perd 48 % d'entrées avec 144 salles : 25 169 entrées  supplémentaires pour un cumul de 73 697 entrées. 84 778 entrées sont comptabilisées après neuf semaines en salles. 536 522 $ de recettes sont annoncées pour un budget de 5,2 M€.
Le film est diffusé sur France 2 le 26 septembre 2023, en première partie de soirée et récolte 9 % des audiences  (soit 1 587 000 spectateurs).